# Luís Alexandre
 Luís Alexandre Pontes Rodrigues (Três Corações, 23 de maio de 1965) é uma ex-voleibolista indoor brasileiro que atua nas posições de  Ponta e Central, com marca de 99 cm de impulsão, e que servindo a seleção brasileira na conquista da medalha de bronze na edição dos Jogos Pan-Americanos de Indianápolis de 1987.

## Carreira
Aos quatorze anos de idade já fazia sucesso dentro das quadras, ainda na fase escolar espantava os professores e colegas pela estatura de 1,86 cm lá no Colégio Promove de Belo Horizonte,  e quando foi convocado para seleção brasileira juvenil pelo técnico José Carlos Brunoro, quando aprendeu a buscar um melhor aproveitamento do seu porte físico, estando presente a cada quatro anos para os campeonato mundiais da categoria, revelando-se um atleta promissor para o país.
Em 1984 foi reserva no ADCB Atlântica. Onde foi vice-campeão do Campeonato Brasileiro.E na temporada de 1985 foi convocado para Seleção Brasileira pelo técnico Brunoro em preparação para a edição do Campeonato Mundial Juvenil em Milão, na Itália, e participou da excursão internacional pela Europa, participando de amistosos na França, Itália e Alemanha Orientale na referida edição alcançou o sexto lugar, e pelo |Fiat/Minas, esteve na campanha do título estadual de 1985 e do título nacional em 1985 frente ao ADCB Atlântica, sendo eleito a Revelação da edição e bicampeonato no Campeonato Sul-Americano de Clubes de de 1984 sediado em Lima e em 1985 em Assunção.
Na jornada esportiva de 1986 atuando pelo Fiat/Minas. Foi convocado para seleção principal em preparação para o Campeonato Mundial na França, mas posteriormente foi cortado por Brunoro, pelo referido clube obteve o título do campeonato Brasileiro,.e vice-campeonato  na edição do Campeonato Sul-Americano de Clubes de 1986 em Santiago (Chile).
Também pelo Fiat/Minas sagrou-se campeão da primeira edição do Circuito Nacional de 1986 disputado no Ginásio do Bradesco, Rio de Janeiro, ao derrotar o  Banespa.
Nas competições de 1987 transfere-se para a ADC Pirelli e novamente convocado para a seleção brasileira, quando disputou a edição dos Jogos Pan-Americanos de Indianápolis, Estados Unidosquando conquistou a medalha de bronzee para disputar o  Torneio Pré-Olímpico  realizado em 1987 em Brasília; por este clube sagrou-se campeão do Campeonato Paulista de 1987 e vice-campeão do Campeonato Brasileiro de 1987.
Foi convocado pelo técnico Young Wan Sohn para a seleção brasileira em preparação para os Jogos Olímpicos de Seul de 1988, época que permaneceu na Pirelli, terminando com título estadual de 1988 e conquistando o título da primeira edição da Liga Nacional de 1988-89 , nesta temporada namorava a levantadora Fernanda Venturini.
Jogou voleibol por 15 anos, esteve na seleção brasileira desde 1982 a 1990. Após encerrar a carreira como atleta passou a trabalhar na Nike de 1994 e permanecendo por cinco anos, integrando o início da parceria entre a CBF e esteve no planejamento para edição dos Jogos Olímpicos de Verão de 1996, no ano de 2000 passa atuar no futebol e foi contratado pela Hicks Muse Tate & Furst para representa-la no Cruzeiro Esporte Clube e no mesmo ano passou a trabalhar no Clube Atlético Mineiro na área de marketing e licenciamentos, ainda trabalho pela Koch Tavares onde trabalhou por seis anos e responsável pelo esportes de praia, futebol e vôlei; ainda trabalhou na FIFA no período de 2005 a 2006, ocasião da Copa do Mundo da Alemanha e do Campeonato Mundial de Clubes em Yokohama. Retornou para a Nilke em 2007 assumindo cargo de diretor de esporte e marketing para a unidade da CBF,  alcançando em 2009 a ampliação do cargo a todos os esportes do Brasil.

## Títulos e resultados
- Liga Nacional:1988-89[20]
- Campeonato Brasileiro: 1985[6]e 1986[1]
- Campeonato Brasileiro: 1984[2] e 1987[17]
- Circuito Nacional:1986[11]
- Campeonato Paulista:1987 [16] e 1988[16]
- Campeonato Mineiro: 1985[5]

## Premiações individuais
- Revelação do Campeonato Brasileiro de 1985[1]